# 1714 w polityce

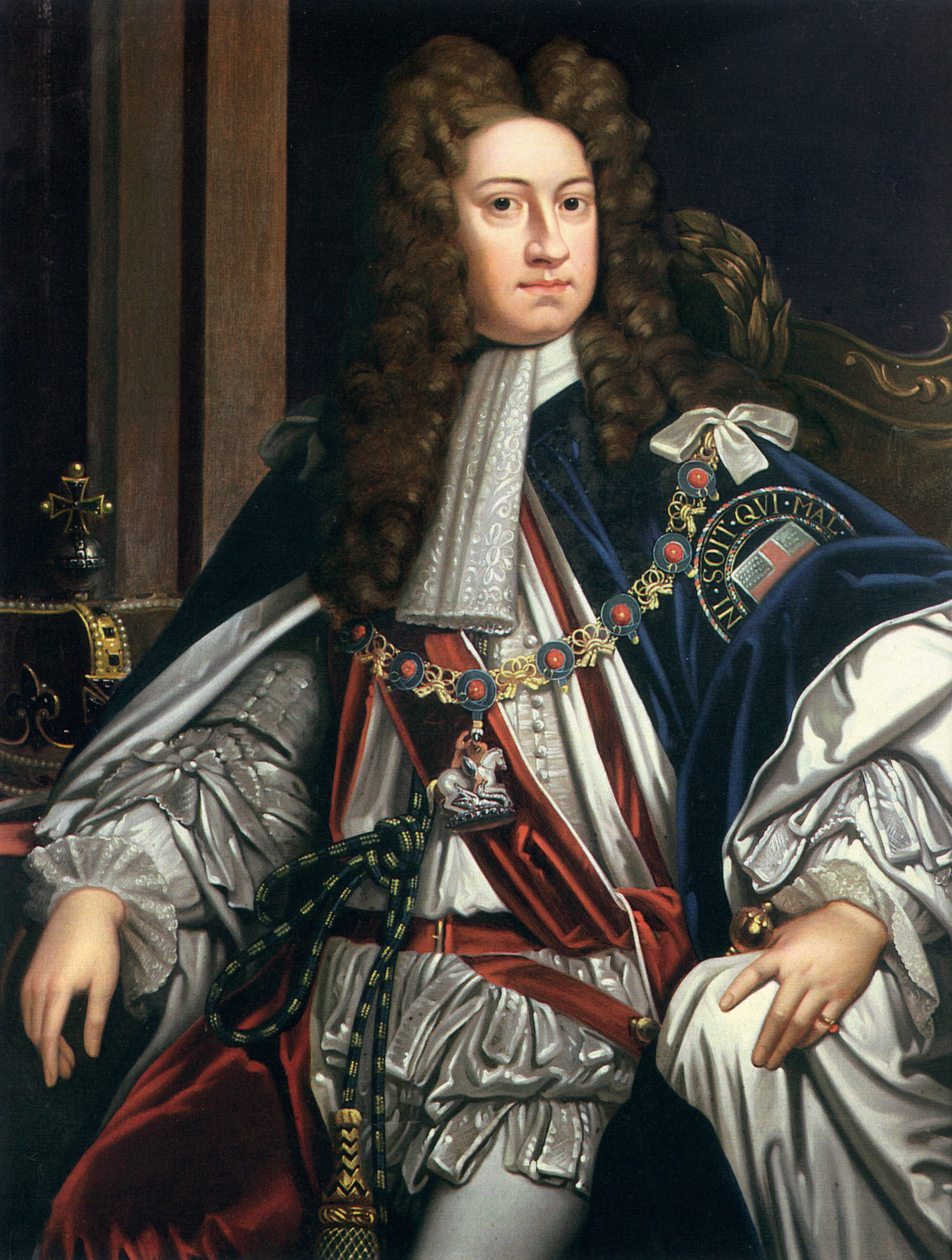
Jerzy I Hanowerski

Wydarzenia polityczne w 1714 roku.

## Wydarzenia
- Jerzy I Hanowerski został królem Wielkiej Brytanii[1].

## Zmarli
- 1 sierpnia Anna Stuart, królowa Wielkiej Brytanii[2].